# 伊藤誠一
伊藤 誠一（いとう せいいち、1956年〈昭和31年〉4月8日 - ）は、日本の政治家、地方公務員。元美濃加茂市長（1期）。

## 人物・経歴
岐阜県美濃加茂市西町出身。岐阜県立加納高等学校を経て、1979年名古屋大学工学部を卒業し美濃加茂市役所入庁。経営戦略室長、総務部長、産業建設部長、経営企画部長などを歴任。
2017年10月、副市長就任。同年12月14日、美濃加茂市長の藤井浩人が辞職。市議会の自民党系3会派は伊藤を市長候補として擁立。
2018年1月28日に行われた市長選に藤井の後継指名と自由民主党、公明党の推薦を受け出馬し、初当選を果たした。投票率は38.62％で過去最低を記録した。
2022年1月23日に行われた市長選に、前回同様自民党と公明党の推薦を受けて立候補。美濃加茂商工会議所の鈴木登会頭、市議会の保守系最大会派「結いの会」の支援も得て、組織戦を展開したが、市役所の新庁舎移転計画見直しを訴える藤井に大差で敗れた。中日新聞社の出口調査では、自民支持層の60％、公明支持層の75％が藤井を支持した。伊藤の陣営関係者は「藤井相手に、推薦証なんてなんの意味もなかった。ただの紙切れだった」と取材に答えた。大差で敗れたことについて中日新聞は「多くの業界団体も必勝祈願の為書きを寄せたが、まるで無力だった」と報じた。1月27日、市長を退任した。
※当日有権者数：42,191人 最終投票率：58.80%（前回比：＋20.18pts）
| 候補者名 | 年齢 | 所属党派 | 新旧別 | 得票数   | 得票率 | 推薦・支持             |
| -------- | ---- | -------- | ------ | -------- | ------ | ---------------------- |
| 藤井浩人 | 37   | 無所属   | 元     | 16,307票 | 66.20% |                        |
| 伊藤誠一 | 65   | 無所属   | 現     | 8,325票  | 33.80% | （推薦）自民党・公明党 |